# دین دی‌هان
دَن ویلیام دی‌هان(به انگلیسی: Dane William DeHaan) (زادهٔ ششم فوریهٔ ۱۹۸۶) یک هنرپیشه اهل ایالات متحده آمریکا است. دی‌هان بیشتر برای بازی در نقش هری آزبورن در مرد عنکبوتی شگفت‌انگیز ۲ (۲۰۱۴) و شخصیت اصلی در والرین و شهر هزار سیاره (۲۰۱۷) به کارگردانی لوک بسون شناخته شده است.

## اوایل زندگی
دَن ویلیام دی‌هان در ۶ فوریهٔ ۱۹۸۶ در آلن‌تاون، پنسیلوانیا زاده شد. پدرش جف دی‌هان، یک برنامه‌نویس رایانه است و مادرش سینتیا بوسیا، یک مدیر اجرایی در مت‌لایف است. او یک خواهر بزرگتر به نام مگان دارد. دی‌هان در گفتگویی با مجله نیویورک تایمز خواهرش را «کودکی بسیار معمولی، بسیار پشتیبان» توصیف کرده است. او به مدت سه سال در دبیرستان امواس در امواس، پنسیلوانیا به تحصیل پرداخت و در انجمن تئاتر شرکت کرد. او برای سال ارشد دبیرستان خود به دانشکده هنر دانشگاه کارولینای شمالی نقل‌مکان کرد، جایی که «او برای اولین بار در اطراف هنرمندان بود.» او برای تحصیلات لیسانس در یوان‌سی‌اس‌ای ادامه تحصیل داد و در سال ۲۰۰۸ فارغ‌التحصیل شد.

## فعالیت‌های حرفه‌ای

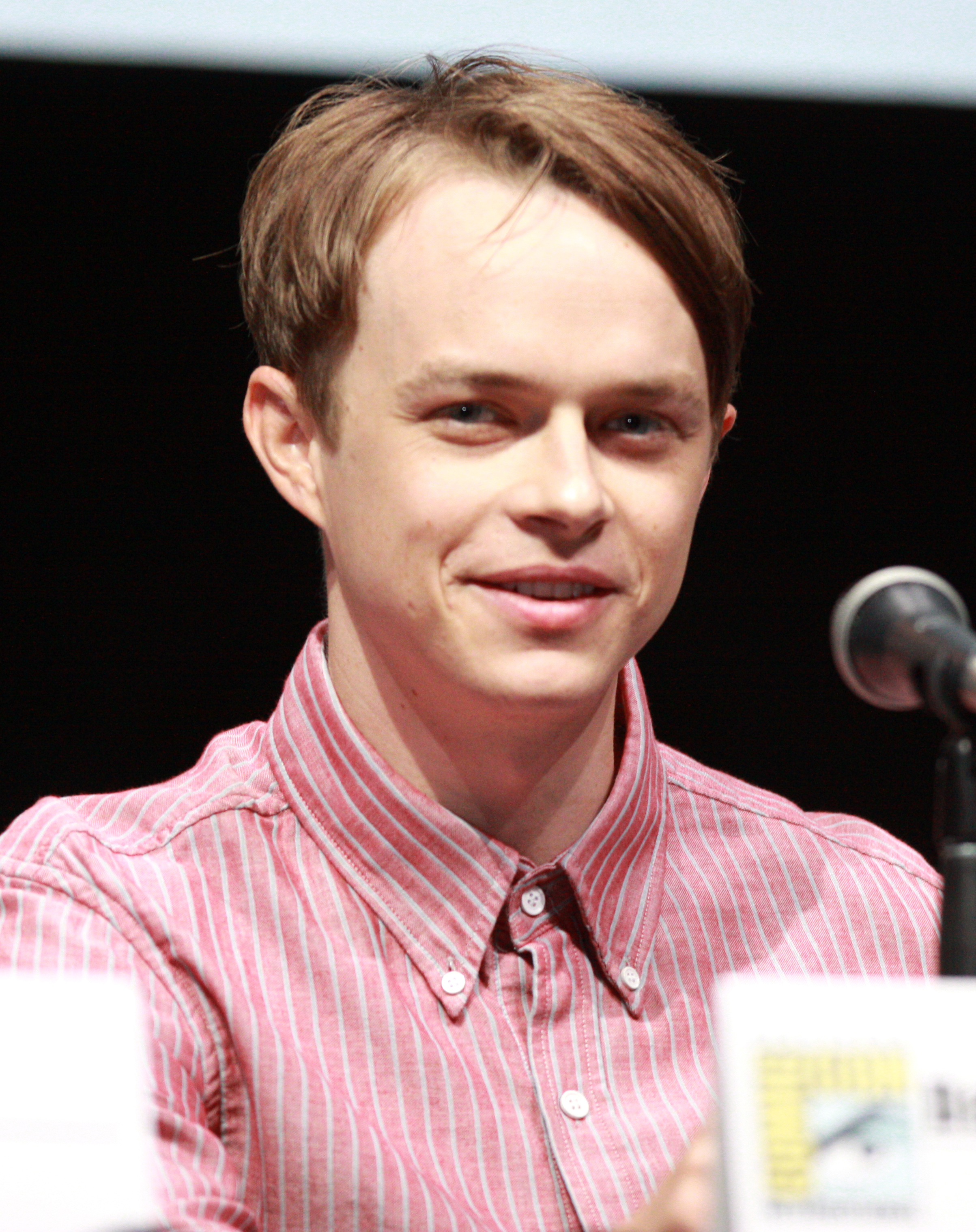
دن ویلیام دی هن

دی‌هان حرفه‌اش را به عنوان بازیگر ذخیره برای هالی جوئل آزمنت در برادوی کوتاه مدت بوفالوی آمریکایی آغاز کرد. در سال ۲۰۰۸، او اولین سریال تلویزیونی‌اش را با حضور در یک قسمت از نظم و قانون: واحد قربانیان ویژه انجام داد. سال ۲۰۱۰، دی‌هان اولین نقش سینمایی‌اش را در فیلم آمیگو به کارگردانی جان سیلس اجرا کرد. او در فصل سوم مجموعه تلویزیونی در درمان ظاهر شد و در فصل چهارم مجموعه تلویزیونی خون حقیقی نقش‌آفرینی کرد.
در سال ۲۰۱۲، دی‌هان در فیلم‌های ابرقهرمانی تاریخچه و درام بی‌قانون نقش‌آفرینی کرد. در سال ۲۰۱۳، او در نقش لوسیان کار معاصر آلن گینزبرگ و جک کرواک در فیلم درام زندگی‌نامه‌ای عزیزانت را بکش در کنار دنیل ردکلیف ظاهر شد. این نقشی بود که او تحسین منتقدان را به خود جلب کرد. دی‌هان ستاره جلد شماره دهم مجله هیرو بود که توسط هادی سلیمان تصویربرداری شد و در اکتبر ۲۰۱۳ منتشر شد. در سال ۲۰۱۴، آنی لیبویتز از دی‌هان برای «تبلیغات بهار مردان» لباس‌های پرادا عکاسی کرد. در همان سال، دی‌هان در فیلم ابرقهرمانی مرد عنکبوتی شگفت‌انگیز ۲ در نقش هری آزبورن به کارگردانی مارک وب نقش‌آفرینی کرد. او همچنین در موزیک ویدئو «زندگیم را شرط می‌بندم» اثر ایمجین درگنز نقش‌آفرینی کرد.
در سال ۲۰۱۵، دی‌هان نقش جیمز دین را در درام زندگی‌نامه‌ای زندگی، مقابل رابرت پتینسون به عنوان عکاس دنیس استاک ایفا کرد. در سپتامبر ۲۰۱۵، دی‌هان ستاره جلد شماره بیستم مجله اِنادر من بود که توسط ویلی واندرپر تصویربرداری شد. در سال ۲۰۱۶، او در فیلم بالرین صداپیشگی کرد.
در سال ۲۰۱۷، دی‌هان در فیلم ابرقهرمانی والرین و شهر هزار سیاره به کارگردانی لوک بسون نقش‌آفرینی کرد که براساس کمیک‌های فرانسوی والرین و لورلین ساخته شده است. در ژوئیه ۲۰۱۷، اعلام شد که وینسنت دن آفریو کارگردان فیلم وسترن د کید خواهد بود و دی‌هان در این فیلم نقش بیلی د کید را بازی کرد.

## زندگی شخصی

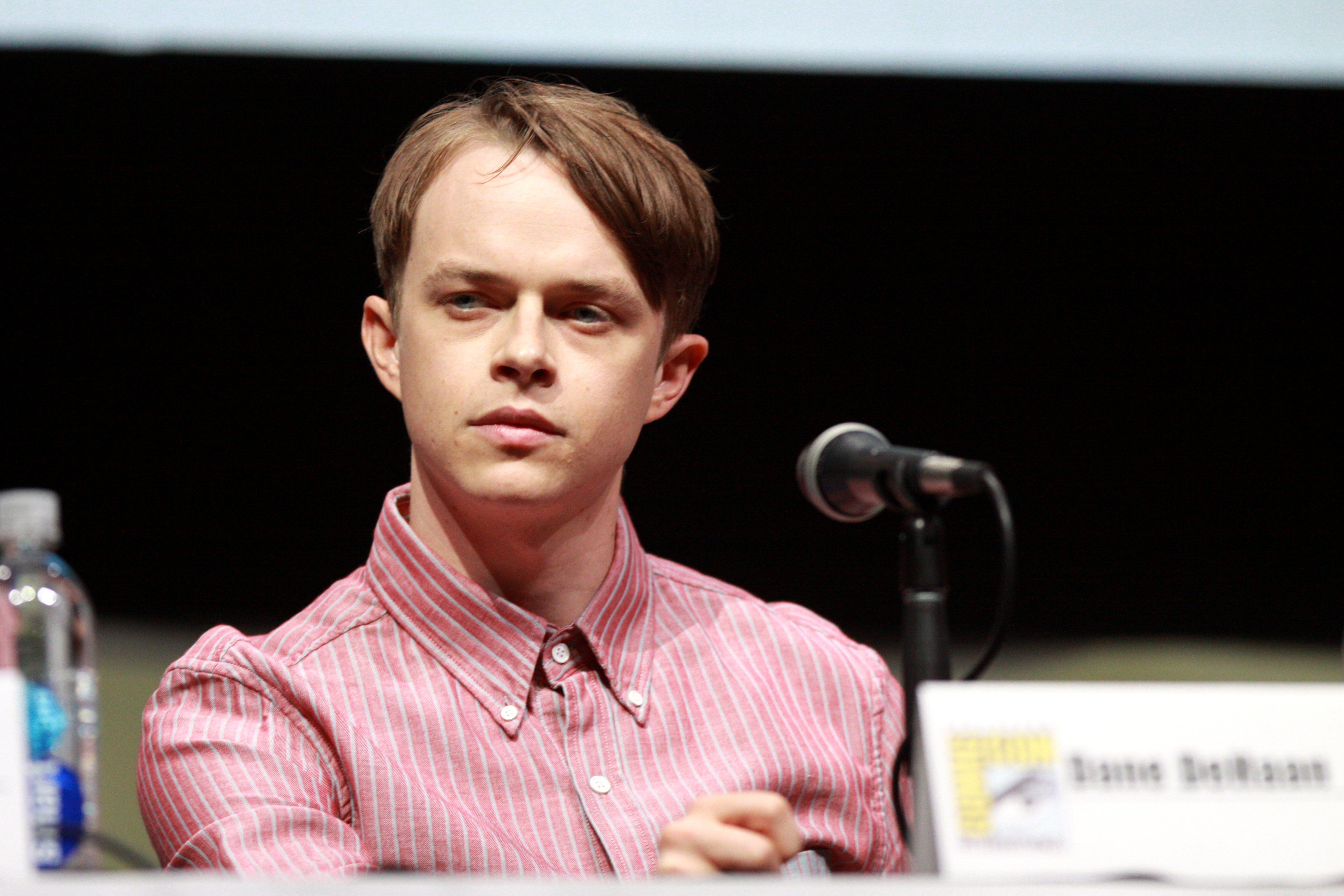
دی هان درحال سخنرانی در کمیک کان بین‌المللی سن دیگو در سال ۲۰۱۳

دی‌هان در ۳۰ ژوئن ۲۰۱۲، در یک مراسم خصوصی با آنا وود ازدواج کرد. دختر آن‌ها، بووی رز دی‌هان، در ۲ آوریل ۲۰۱۷ متولد شد.

## فیلم‌شناسی

### فیلم‌ها
| فیلم‌های منتشر نشده | فیلم‌های منتشر نشده |

| عنوان                   | سال  | نقش                 | کارگردان(ها)    | یادداشت‌ها |
| ----------------------- | ---- | ------------------- | --------------- | --------- |
| آمیگو                   | ۲۰۱۰ | گیل                 | جان سیلس        |           |
| در خطر                  | ۲۰۱۰ | کال ترد             | تام مک‌لوکلین    |           |
| جبهه                    | ۲۰۱۰ | کال ترد             | تام مک‌لوکلین    |           |
| تاریخچه                 | ۲۰۱۲ | اندرو دمتر          | جاش ترانک       |           |
| جک و دایان              | ۲۰۱۲ | کریس                | بردلی رست گری   |           |
| بی‌قانون                 | ۲۰۱۲ | کریکت پت            | جان هیلکات      |           |
| لینکلن                  | ۲۰۱۲ | سرباز دوم سفید      | استیون اسپیلبرگ |           |
| مکانی آن سوی کاج‌ها      | ۲۰۱۲ | جیسون گلانتون       | درک سیانفرنس    |           |
| گره شیطان               | ۲۰۱۳ | کریس مورگان         | آتوم اگویان     |           |
| عزیزانت را بکش          | ۲۰۱۳ | لوسیان کار          | جان کروکیداس    |           |
| متالیکا: از طریق هرگز   | ۲۰۱۳ | تریپ                | نیمرود آنتال    |           |
| مرد عنکبوتی شگفت‌انگیز ۲ | ۲۰۱۴ | هری آزبورن / جن سبز | مارک وب         |           |
| زندگی پس از مرگ         | ۲۰۱۴ | زاک ارفمن           | جف بائنا        |           |
| شوالیه جام‌ها            | ۲۰۱۵ | پل                  | ترنس مالیک      |           |
| زندگی                   | ۲۰۱۵ | جیمز دین            | آنتون کوربین    |           |
| بالرین                  | ۲۰۱۶ | ویکتور              | اریک سامر       | صداپیشه   |
| دو عاشق و یک خرس        | ۲۰۱۶ | رومن                | کیم نگوین       |           |
| درمانی برای سلامتی      | ۲۰۱۷ | لاکهارت             | گور وربینسکی    |           |
| تب لاله                 | ۲۰۱۷ | جان ون لوس          | جاستین چادویک   |           |
| والرین و شهر هزار سیاره | ۲۰۱۷ | والرین              | لوک بسون        |           |
| د کید                   | ۲۰۱۹ | بیلی د کید          | وینسنت دن آفریو |           |
| پول احمقانه             | ۲۰۲۳ |                     |                 |           |

### تلویزیونی
| عنوان                           | سال  | نقش          | شبکه   | یادداشت       |
| ------------------------------- | ---- | ------------ | ------ | ------------- |
| نظم و قانون: واحد قربانیان ویژه | ۲۰۰۸ | وینسنت بکویث | ان‌بی‌سی | قسمت: «رشادت» |
| در درمان                        | ۲۰۱۰ | جسی دی‌اماتو  | اچ‌بی‌او | ۷ قسمت        |
| خون حقیقی                       | ۲۰۱۱ | تیمبو        | اچ‌بی‌او | ۳ قسمت        |

### موزیک ویدئو
| عنوان                  | سال  | هنرمند       | کارگردان | آلبوم        |
| ---------------------- | ---- | ------------ | -------- | ------------ |
| «زندگیم را شرط می‌بندم» | ۲۰۱۴ | ایمجین درگنز | جودب     | دود + آینه‌ها |

## جوایز و افتخارات بازیگری

### فیلم
| سال  | جایزه                         | رشته                    | اثر نامزدشده   | نتیجه    |
| ---- | ----------------------------- | ----------------------- | -------------- | -------- |
| ۲۰۱۳ | جشنواره بین‌المللی فیلم همپتون | ایفا کننده پیشرفت‌کرده   | عزیزانت را بکش | برنده    |
| ۲۰۱۳ | جوایز گاتهام                  | بازیگر پیشرفت‌کرده       | عزیزانت را بکش | نامزدشده |
| ۲۰۱۴ | جوایز فیلم بفتا               | جایزه ستاره نوظهور بفتا | —              | نامزدشده |

### تئاتر
| سال  | جایزه     | رشته                   | اثر نامزدشده | نتیجه |
| ---- | --------- | ---------------------- | ------------ | ----- |
| ۲۰۱۰ | جایزه ابی | جایزه اوبی برای عملکرد | بیگانگان     | برنده |